# Фотолиза
Фотолиза, фотодисоциация или фоторазлагане е химична реакция, при която химично съединение се разпада под действието на фотони. Определя се като взаимодействие между един или повече фотони с молекула мишена.
Фотоните предизвикващи фотолизата не са лимитирани само до видимия спектър на светлината. Всеки фотон с достатъчни енергия, може да засегне химичните връзки в съединенията. Тъй като енергията на фотона е обратно пропорционална на неговата дължина, електромагнитна вълна с енергия на видимата светлина или по-висока (респективно с по-малка дължина) като ултравиолет, ренгенови лъчи и гама-лъчи могат да предизвикат фотолиза.

## Фотолиза при фотосинтеза
Фотолиза за осъществява при светлинната фаза на фотосинтезата. Общото уравнение на фотосинтетичната фотолиза може да се изрази така:
H2A + 2 фотона (светлина) {\displaystyle \longrightarrow } 2e- + 2H+ + A
Химичната природа на "A" зависи от типа фотосинтезиращи организми. При пурпурните серни бактерии, сероводород (H2S) се окислява до елементарна сяра (S). При фотосинтезата осъществявана в хлоропластите на зелените растения и алгите, както и в тилакоидите на цианобактериите за субстрат на фотолизата служи водата (H2O), при което се освобождава молекулен кислород (O2). това е процесът поддържащ равнищата на кислород в атмосферата.